# Isasca
Isasca (Isasca in piemontese, Izascho in occitano) è un comune italiano di 63 abitanti della provincia di Cuneo in Piemonte, situato nella Valle Varaita.

## Geografia fisica
Il comune di Isasca geograficamente è posto al fondo della Valle Varaita, sulla sinistra idrografica del torrente omonimo. Il comune, grazie alla sua posizione confinante con la vicina Valle Bronda, rappresenta un crocevia nella strada verso Saluzzo. Territorialmente è il comune più piccolo dell'intera vallata, ma può contare un dislivello notevole al suo interno. Si passa infatti dai 660 metri s.l.m. circa del capoluogo, ai 1400 circa del suo punto più elevato. Sono presenti numerosissime borgate, oggi in gran parte disabitate, distribuite lungo le pareti delle montagne ad esso adiacenti.

## Storia
Il borgo molto probabilmente deve le sue origini alle popolazioni liguri, come gran parte dei borghi il cui nome termina con le desinenze "Asca" o "Asco". Tali borghi sono molto popolari nelle vicinanze del comune: Venasca, Brossasco, Piasco rappresentano gli esempi geograficamente più vicini.
Il borgo ha origini molto antiche. Ufficialmente, la prima traccia dell'insediamento risale ad un testamento datato 1247. In tale documento, l'allora signore di Venasca, Guglielmo, concesse alla vicina abbazia di Staffarda il diritto di fare legna sul suolo Isaschese. Dal 1400 circa, il borgo di Isasca risulta libero da qualsiasi vincolo di signoria. I primi statuti risalgono al 1563. Con l'avvento dei Savoia nel Marchesato di Saluzzo, il duca Carlo Emanuele I concesse Isasca come feudo al signore di Costigliole Ludovico Della Chiesa, dietro pagamento della somma di 2300 ducatoni. Nel 1928 Isasca venne unito alla vicina Venasca, salvo poi essere nuovamente separato alla fine del secondo conflitto mondiale. In anni recenti il comune ha visto un crescente spopolamento, ed un annesso crollo della natalità. Attualmente è sede di numerosi artigiani del legno e di produttori agricoli.

## Monumenti e luoghi d'interesse

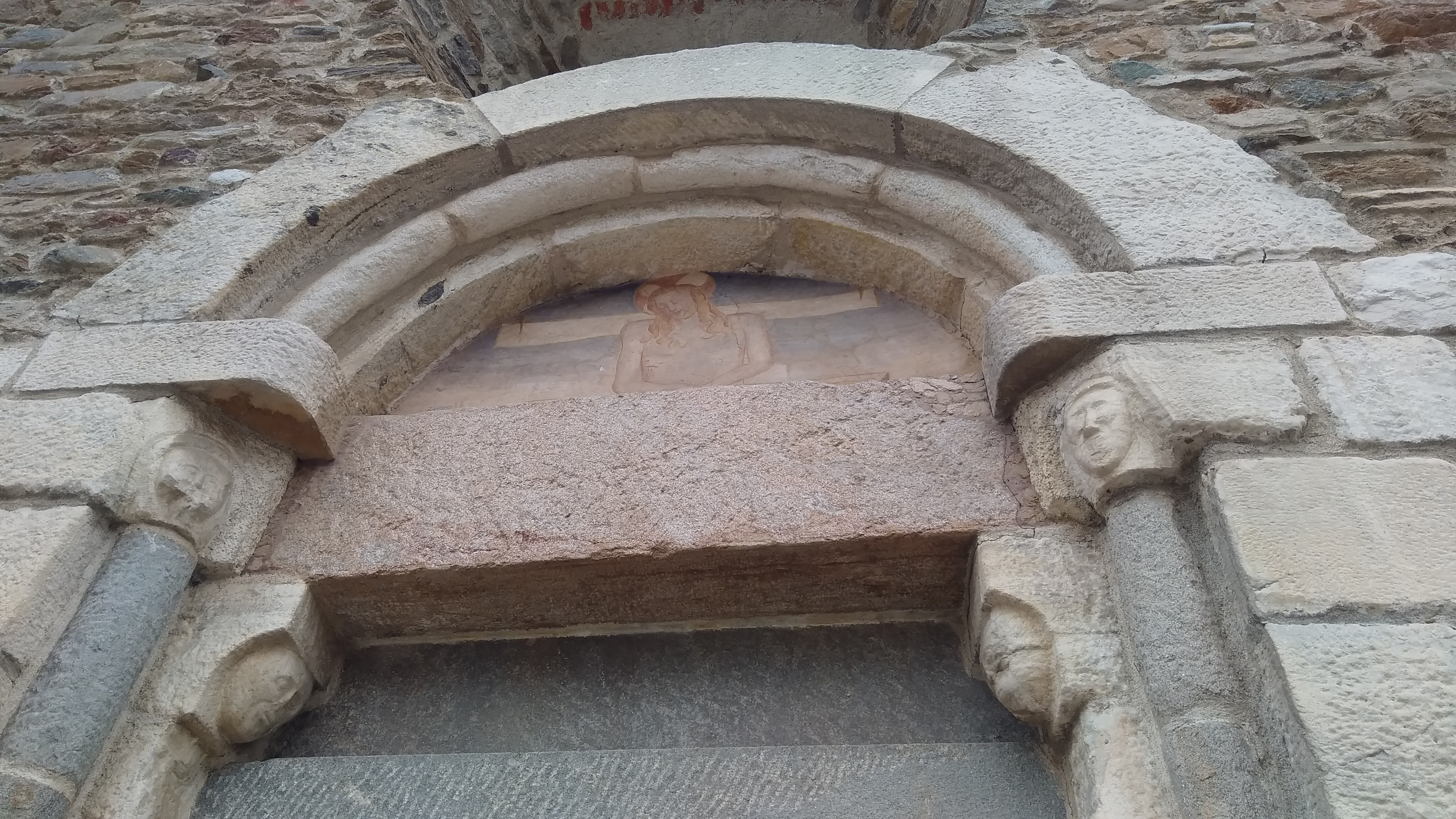
San Massimo: dettaglio del portale

Il paese presenta numerosi piloni votivi sparsi sul proprio territorio, a testimonianza della fede religiosa caratteristica del centro abitato.
In particolare, in centro borgo, è possibile ammirare la Chiesa Parrocchiale, intitolata a San Massimo.
La prima menzione della Chiesa è datata 1386. Inizialmente la struttura comprendeva solamente la navata centrale, ed in epoca successiva vennero aggiunte le navate laterali ed il campanile. Anticamente la volta era ricoperta da un affresco raffigurante un cielo stellato, il quale è andato perso nel corso degli anni. Alle spalle dell'altare è posto un affresco di eccellente fattura, raffigurante gli evangelisti e datato 1545. La parte alta dell'affresco rappresenta l'annunciazione ed è di fattura più antica, seppur non vi sia una data precisa. L'affresco è stato coperto per svariati anni da un quadro oggi andato perduto, ed è stato scoperto solo in seguito a lavori di ristrutturazione dell'edificio.
La facciata è costituita da materiale proveniente dalla vicina cava di Brossasco, ormai dismessa e presenta uno stile sobrio e compassato.
Negli anni 70 la parrocchia è stata oggetto di restauro volontario da parte degli abitanti del paese.
Sulla via verso Borgata Colle sorge la Cappella dedicata a San Chiaffredo, santo patrono del paese. Di costruzione molto recente (1917) sorge sulle rovine di una cappella più antica. Sulla facciata, sotto il porticato è raffigurato il Santo a cavallo
Sulla via verso Borgata Lazzari, sorge la cappella di San Massimo. La prima menzione dell'edificio in documenti ufficiali risale al 1730, mentre la torre campanaria risale al 1769. All'interno della cappella sono presente affreschi raffiguranti Sant'Anna, San Bernardo e la Vergine Assunta, databili attorno al 1754.
Recentemente il comune ha finanziato i lavori di ripavimentazione del centro.
Meta molto frequentata è rappresentata dalla fontana adiacente all'edificio comunale, recentemente ristrutturata e abbellita.

## Società

### Evoluzione demografica
Abitanti censiti

## Cultura

### Eventi
La festa patronale del paese ha luogo in occasione del primo weekend di settembre, durante la festa religiosa dedicata a San Chiaffredo. 
Durante il periodo natalizio è possibile vedere il presepe meccanico, interamente realizzato da volontari del comune.

## Economia
L'economia del borgo è legata principalmente al commercio del legname e dei prodotti agricoli locali. Il legname viene destinato all'uso come combustibile per riscaldamento, mentre i prodotti locali (fra cui castagne, funghi e patate) vengono venduti sia all'ingrosso presso il tradizionale mercato delle castagne della vicina Venasca, sia al dettaglio.  Non è presente nessun tipo di attività commerciale come panetterie, salumerie o calzaturifici.

### Agricoltura
Fra i prodotti tipici del borgo figurano sicuramente i funghi. Le vaste radure ed i vasti boschi posti attorno al paese, costituiscono una riserva di funghi, in particolare di porcini e dei cosiddetti "uluc", termine piemontese per indicare la ditola vinata.
Altro prodotto tipico del paese è la castagna, in particolare la "Bracalla". La coltivazione della castagna rappresenta uno degli introiti principali per i cittadini isaschesi, ed il commercio avviene attraverso il tradizionale mercato della castagna di Venasca.
Altro prodotto tipico è la patata, in particolare nella sua variante nota come "Mona Lisa".
Ulteriore prodotto tipico, se così può essere definito, è l'acqua. Quotidianamente numerose persone si recano presso la fontana adiacente all'edificio comunale per prelevare la sua acqua, leggera e diuretica

## Amministrazione

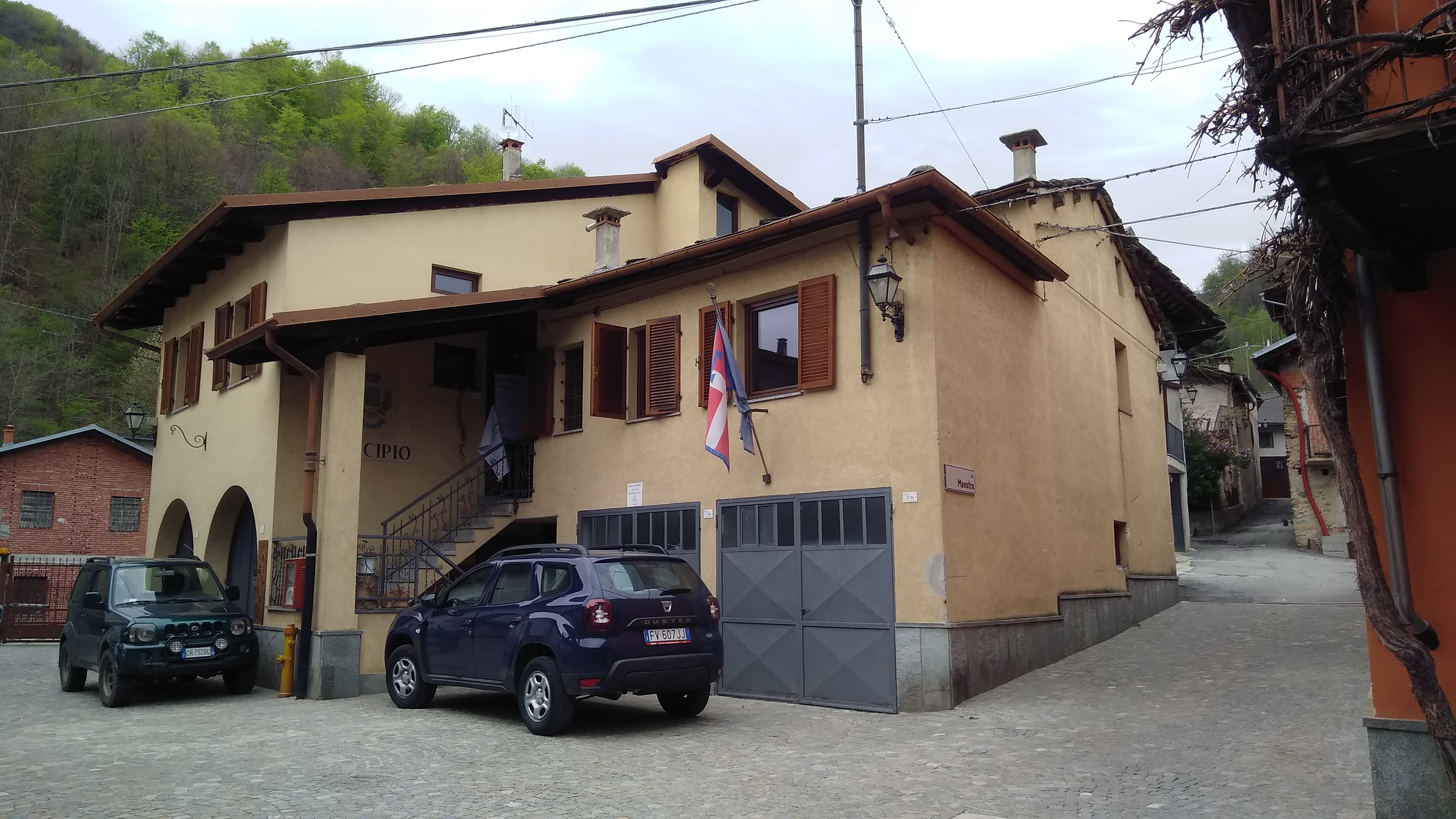
Il municipio

Di seguito è presentata una tabella relativa alle amministrazioni che si sono succedute in questo comune.
| Periodo        | Periodo        | Primo cittadino            | Partito                       | Carica  | Note  |
| -------------- | -------------- | -------------------------- | ----------------------------- | ------- | ----- |
| 7 luglio 1985  | 27 maggio 1990 | Bruno Nicolino             | -                             | Sindaco | [ 5 ] |
| 27 maggio 1990 | 24 aprile 1995 | Bruno Peirano              | lista civica                  | Sindaco | [ 5 ] |
| 24 aprile 1995 | 14 giugno 1999 | Silvano Dovetta            | -                             | Sindaco | [ 5 ] |
| 14 giugno 1999 | 14 giugno 2004 | Silvano Dovetta            | Forza Italia                  | Sindaco | [ 5 ] |
| 14 giugno 2004 | 8 giugno 2009  | Roberto Giovanni Forniglia | lista civica                  | Sindaco | [ 5 ] |
| 8 giugno 2009  | 26 maggio 2014 | Roberto Forniglia          | lista civica                  | Sindaco | [ 5 ] |
| 26 maggio 2014 | 27 maggio 2019 | Roberto Forniglia          | lista civica Uniti per Isasca | Sindaco | [ 5 ] |
| 27 maggio 2019 | in carica      | Guido Foglio               | lista civica Uniti per Isasca | Sindaco | [ 5 ] |

### Altre informazioni amministrative
Il comune faceva parte della Comunità montana Valli Po, Bronda, Infernotto e Varaita.

## Sport
Sul territorio comunale non è presente alcun tipo di struttura sportiva, ma sono presenti numerosi sentieri naturali per gli appassionati di mountain bike e trekking.